# Choltice
Choltice (en allemand : Choltitz) est un bourg (městys) du district de Pardubice, dans la région de Pardubice, en République tchèque. Sa population s'élevait à 1 244 habitants en 2024.

## Géographie
Choltice se trouve à 13 km au sud-ouest du centre de Pardubice, à 29 km au sud-ouest de Hradec Králové et à 86 km à l'est de Prague.
La commune est limitée par Jedousov et Veselí au nord, par Bezděkov et Jeníkovice à l'est, par Svinčany à l'est et au sud, par Chrtníky, Svojšice et Holotín au sud, et par Urbanice, Lipoltice et Poběžovice u Přelouče à l'ouest.

## Histoire
La première mention écrite de la localité date de 1285. La commune a le statut de bourg (městys) depuis le 10 novembre 2006.

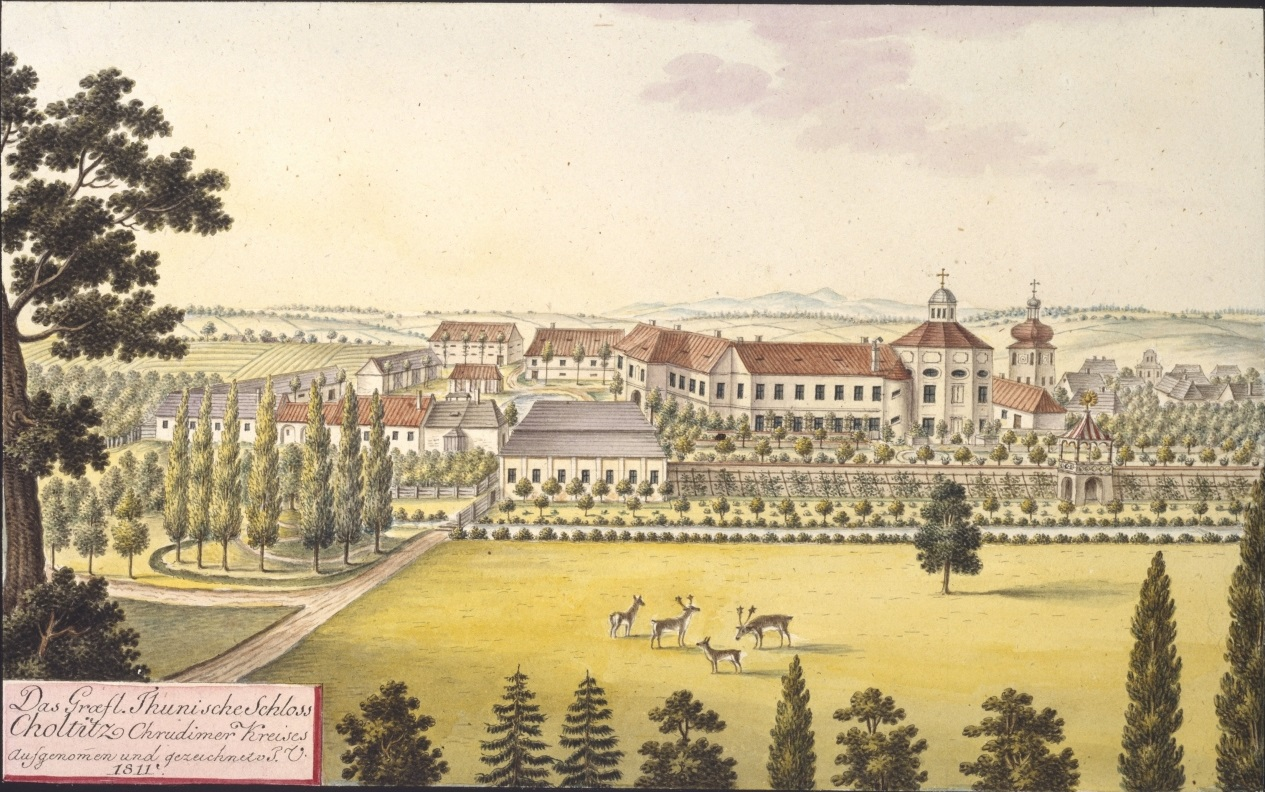
Château de Choltice, par Joann  Venuto.

## Administration
La commune se compose de trois sections :
- Choltice
- Ledec
- Podhorky

## Transports
Par la route, Choltice se trouve à 7 km de Heřmanův Městec, à 16 km de Pardubice et à 112 km de Prague. 